# Robert Gentry
Robert Vance Gentry (9 de julho de 1933 - 28 de janeiro de 2020) foi um físico nuclear conhecido pelos seus estudos sobre rádio-halos.

## Biografia
A partir dos anos 1960, Gentry passou a publicar em diversas revistas científicas incluindo artigos na Science, Nature. Trabalhou para o Nacional de Oak Ridge Laboratory (1969-1982). Passou a maior parte de sua carreira científica a investigar vestígios de radioatividade de polônio inscritos em granito e é sem dúvida a maior autoridade mundial sobre halos de polônio. Sua pesquisa resultou em autoria ou co-autoria em mais de vinte artigos científicos em publicações científicas, tais como Science, Nature, Geophysical Research Letters, Annual Review of Science Nuclear, e Earth and Planetary Science Letters.

## Carreira
Gentry obteve mestrado em física pela Universidade da Flórida e depois trabalhou na indústria de defesa em pesquisa de armas nucleares.  Em 1959, ele foi influenciado por um versículo que leu na Bíblia enquanto olhava para halos de polônio, e posteriormente se converteu ao Adventismo do Sétimo Dia . Depois disso, ele ingressou no programa de doutorado do Georgia Institute of Technology , mas saiu quando lhe foi negada permissão para trabalhar na idade da Terra para sua dissertação. 
A essa altura, ele estava convencido de que os radiohalos poderiam ser a chave para determinar a idade da Terra e poderiam ser capazes de justificar a geologia das inundações . Ele continuou a trabalhar no assunto em casa usando um pequeno microscópio e tentou publicar seus resultados (sem suas conclusões criacionistas) em uma ou mais revistas científicas revisadas por pares. Em 1969, enquanto Gentry era afiliado a uma faculdade adventista em Maryland, o Laboratório Nacional de Oak Ridge o convidou para usar suas instalações, como cientista convidado, na esperança de que seu trabalho com radiohalos pudesse levar à descoberta de elementos superpesados. Este relacionamento foi encerrado como resultado de sua participação no caso McLean v. Arkansas . 

## Reivindicações e críticas
Gentry teve fortes divergências com outros criacionistas sobre alguns detalhes da geologia das inundações.  Vários criacionistas, incluindo colegas adventistas do sétimo dia, criticaram seu trabalho. 
No final da década de 1970, Gentry desafiou a comunidade científica a sintetizar "um espécime do tamanho de uma mão de um típico granito contendo biotita " como um teste de suas afirmações. A resposta científica foi desdenhosa. O geólogo G. Brent Dalrymple declarou"No que me diz respeito, o desafio de Gentry é bobo. ... Ele propôs um experimento absurdo e inconclusivo para testar uma hipótese perfeitamente ridícula e não científica que ignora virtualmente todo o corpo de conhecimento geológico. "
Em 1981, Gentry foi testemunha de defesa no caso McLean v. Arkansas sobre a validade constitucional da Lei 590, que determinava que a " ciência da criação " recebesse tempo igual nas escolas públicas com a evolução . A Lei 590 foi considerada inconstitucional (um veredicto que foi confirmado pela Suprema Corte no caso Edwards v. Aguillard ).
Gentry desenvolveu sua própria cosmologia criacionista e entrou com uma ação judicial em 2001 contra o Laboratório Nacional de Los Alamos e a Universidade Cornell depois que funcionários deletaram dez de seus artigos sobre sua cosmologia do servidor público de pré-impressão arXiv .  Em 23 de março de 2004, o processo de Gentry contra o arXiv foi indeferido por um tribunal do Tennessee, alegando que não tinha jurisdição territorial , já que nenhum dos réus no caso foi considerado como tendo uma presença significativa no estado do Tennessee.
Seu livro, publicado por ele mesmo, Creation's Tiny Mystery, foi revisado pelo geólogo Gregg Wilkerson, que disse que ele tem várias falhas lógicas e concluiu que "o livro é uma fonte de muita desinformação sobre o pensamento geológico atual e confunde fato com interpretação". Wilkerson também observou que o livro contém material autobiográfico considerável e observou que "[em] geral, não acho que os educadores acharão que vale a pena passar por cima das lamentações desse criacionista." Esta crítica às "queixas frequentes sobre a discriminação" de Gentry também foi feita por colegas criacionistas, que concluíram que "seus desprezos científicos resultaram mais de seu próprio estilo abrasivo do que de suas ideias peculiares", de acordo com o crítico Ronald L. Numbers , um historiador da ciência.
Gentry desenvolveu sua própria cosmologia criacionista e entrou com uma ação judicial em 2001 contra o Laboratório Nacional de Los Alamos e a Universidade Cornell depois que funcionários deletaram dez de seus artigos sobre sua cosmologia do servidor público de pré-impressão arXiv .  Em 23 de março de 2004, o processo de Gentry contra o arXiv foi indeferido por um tribunal do Tennessee, alegando que não tinha jurisdição territorial , já que nenhum dos réus no caso foi considerado como tendo uma presença significativa no estado do Tennessee..
Gentry observou que os rádio-halos de polônio 218 só se formavam a temperaturas abaixo de 300 graus e ficavam visíveis por menos de 3 minutos, exigindo então que os granitos pré-cambrianos onde os mesmos estão, tenham se formado por um processo rápido ainda "misterioso" a frio, destacando as singularidades da crosta continental em relação a crosta oceânica. Quando questionado em debates que defendiam o paradigma térmico na formação das rochas da terra, Gentry desafiou  para que então reproduzissem granitos pré-cambrianos contendo os mesmos, em miniatura, pois tal processo deveria conseguir imitar então a formação de granitos contendo halos. Depois de décadas sem resposta ,  o geólogo australiano Andrew Snelling propôs "um modelo no qual os fluidos hidrotérmicos separaram 222 Rn e os isótopos Po de seus pais 238 U em zircões e os transportaram por distâncias muito curtas ao longo de planos de clivagem no hospedeiro e adjacentes, biotitas até que o 222 Rn decaísse e os isótopos Po foram quimicamente concentrados em radiocentros, para posteriormente produzirem os radiohalos Po, porém ainda não conseguiu publicar em revista especializada, sendo refutado pelo físico Humphreys  defendendo Gentry.    

## Publicações
- Gentry, Robert V. 1968. Fossil Alpha Recoil Analysis of Variant Radioactive Halos. Science 160, pp. 1228-1230.
- Gentry. Robert V. 1971. Radiohalos: Some Unique Pb Isotope Ratios and Unknown Alpha Radio Activity. Science 173, pp. 727-31.
- Gentry, Robert V. 1973. Radioactive Halos. Ann. Rev. Nuc. Sci, 23, pp. 347-362.
- Gentry, Robert V. 1974. Radiohalos in a Radiochronological and Cosmological Perspective. Science 184, pp. 64-66.
- Gentry, Robert V. 1975. Response to J.H. Fremlin’s Comments on "Spectacle Haloes." Nature 258, p. 269.
- Gentry, Robert V. 1979. Time: Measured Responses. Eos 60, p. 474.
- Gentry, Robert V. 1984. Radiohalos in a Radiochronological and Cosmological Perspective. Proceedings of the Sixty Third Annual Meeting of the Pacific Division, American Association for the Advancement of Science, Volume 1. Part 3. pp. 38-65.
- Gentry, Robert V. et al.. 1973. Ion Microprobe Confirmation of Pb Isotope Ratios and Search for Isomer Precursors in Polonium Radiohaloes. Nature 244, pp. 282-283.
- Gentry, Robert V. et al.. 1974. "Spectacle" Array of 210Po Halo Radiocentres in Biotite: A Nuclear Geophysical Enigma. Nature 252, p. 564.
- Gentry, Robert V. et al.. 1976. Radiohalos in Coalified Wood: New Evidence Relating to the Time of Uranium Introduction and Coalification. Science 194, pp. 315-318.
- Gentry, Robert V. et al.., 1982a. Differential Lead Retention in Zircons: Implications for Nuclear Waste Containment. Science 2l6, pp. 296-298.
- Gentry, Robert V., Clish, Gary L., and McBay, Eddie H. 1982b. Differential Helium Retention in Zircons: Implications for Nuclear Waste Containment. Geophys. Res. Lett. 9, pp. 1129-1130.
- Creation's Tiny Mystery livro de Dr. Robert V. Gentry
- Fingerprints of Creation vídeo por Robert Gentry
- The Young Age of the Earth vídeo por Robert Gentry
- Center of the Universe vídeo por Robert Gentry